# Jules Mergaert
Jules Mergaert (Koekelare, 4 juli 1891 - Woesten, 26 juli 1965) was een Belgisch burgemeester van de gemeente Woesten.

## Levensloop
Mergaert werd bij de gemeenteraadsverkiezingen van 1952 verkozen tot gemeenteraadslid in Woesten. Begin 1953 werd hij benoemd tot burgemeester. Ook na de gemeenteraadsverkiezingen van 1958 en 1964 bleef hij burgemeester. Hij overleed in 1965.
Hij was landbouwer van beroep.